# ハンス・フォン・ドホナーニ
ハンス・フォン・ドホナーニ（またはドーナーニ、Hans von Dohnanyi、1902年1月1日 - 1945年4月8日または9日）は、ドイツの法律家。反ナチス抵抗運動に参加し、処刑された。

## 人物・来歴

### 生い立ち
ハンガリーの作曲家ドホナーニ・エルネーと、その妻でピアニストだったエリザベート・クンヴァルトの息子としてウィーンに生まれる。両親の離婚後はベルリンで育つ。ギムナジウム時代の学友に、のちに神学者として反ナチ抵抗運動に加わるディートリヒ・ボンヘッファーとその兄クラウスがいた。1920年から1925年までベルリン大学で法学を学び、1925年にハンブルクの港湾施設に対するチェコスロバキアによる使用権主張に関する論文で博士号を取得した。
司法試験合格後の1925年にボンヘッファー兄弟の姉妹クリスティーネと結婚した。この結婚を機に、ハンガリー系の姓ドホナーニ（Dohnányi）の「a」の上についていた母音の長音記号を除去した。
ハンブルク市庁での短期間の勤務の後、1929年に法務省に入省し、検察官、1934年以後は参事官として歴代法相に仕えた。1932年には最高裁判所長官エルヴィン・ブムケの補佐官を務め、その際フランツ・フォン・パーペン首相によるプロイセン州のオットー・ブラウン州首相解任事件に対する違法裁定判決に関わった。無法な「長いナイフの夜」事件ののち、反ナチス抵抗運動に参加するようになったと思われる。ナチ政府による犯罪行為を列挙した文書を作成し、政府転覆の後に法に基づいた裁きを行うための資料とした。1938年にナチスによるニュルンベルク法をドホナーニが批判したことが明らかになると、最高裁判事に左遷された。

### 抵抗運動と処刑
第二次世界大戦の勃発直前、国防軍最高司令部防諜局のハンス・オスターは長官のヴィルヘルム・カナリスにドホナーニを推挙し、反ヒトラー運動の中心人物に据えた。1942年にはユダヤ人として追われていた弁護士フリードリヒ・アルノルト (Friedrich Arnold) とユリウス・フリース (Julius Fliess) やその家族を防諜局のエージェントに偽装してスイスに送り込んで亡命させた。合計13人がドホナーニの偽造した書類によって亡命を果たした。ドホナーニ自身もスイスを秘密訪問して亡命者受け入れの下工作をしていた。1943年3月にはヘニング・フォン・トレスコウによるヒトラー暗殺計画に参加し、暗殺成功後のクーデターを準備したが、失敗に終わった。
1943年4月5日、ドホナーニは不正送金および汚職の容疑で逮捕された。しかしドホナーニに対する裁判は、反ナチ派の陸軍裁判官カール・ザックにより意図的に引き延ばされた。1944年にドホナーニはザクセンハウゼン強制収容所に送られた。同年7月20日のヒトラー暗殺未遂事件が失敗に終わると、ドホナーニのヒトラー暗殺計画への関与が明らかになった。翌年4月8日、収容所内でドホナーニは法的根拠の無い即決裁判で死刑判決を受け、絞首刑が執行された。

## 戦後の評価
戦後になって、ドホナーニに即決裁判で死刑判決を下したオットー・トアベック裁判長とヴァルター・フッペンコーテン検察官に対する殺人罪での裁判が西ドイツで行われた。連邦裁判所は控訴裁判所による2度の無罪判決を棄却したものの、1956年になって即決裁判は当時の法律によれば合法であり、法に基づく判決であったとして無罪判決を下した。これに対して道義上、あるいは法学上の批判が巻き起こった。
2002年、連邦裁判所長官ギュンター・ヒルシュはドホナーニ生誕100周年に際して「ドホナーニを法的な死に追いやった犯人たちは、ナチス・ドイツ時代に5万件の死刑判決を下した裁判官が誰一人として戦後報復を受けなかったという理由で無罪とされた。ドホナーニ裁判について、1995年に旧東ドイツの法的な不正を裁く裁判の中で、連邦裁判所はこの判決を明確に否定している」と述べた。
イスラエルは2003年10月26日、アルノルトおよびフリース一家を救ったドホナーニの功績を称えて「諸国民の中の正義の人」に列し、ヤド・ヴァシェム記念館の壁にドホナーニの名を刻んだ。

## 家族・親族
- 父 エルンスト・フォン・ドホナーニ（ドホナーニ・エルネー） - 作曲家。

妻クリスティーネとの間に3児をもうけた。
- 長男 クラウス・フォン・ドホナーニ - 政治家。
- 次男 クリストフ・フォン・ドホナーニ - 指揮者。
  - ユストゥス・フォン・ドホナーニ - 次男クリストフの息子（ハンスの孫）。俳優。

## 文献
- Chowaniec, Elisabeth: Der „Fall Dohnanyi“ 1943-1945. Widerstand, Militärjustiz, SS-Willkür. Oldenbourg, München 1991, ISBN 3-486-64562-5
- Smid, Marikje: Hans Dohnanyi – Christine Bonhoeffer – Eine Ehe im Widerstand gegen Hitler. Gütersloher Verlagshaus, Gütersloh 2002, ISBN 3579053825
- Tam, Andrea: Der Fall Hans von Dohnanyi. Von der Verurteilung zur Rehabilitierung. In: Revue d'Allemagne et des pays de langue allemande, tome 37, numéro 2, avril-juin 2005, S. 197-215. ISSN 0035-0974
- Thies, Jochen: Die Dohnanyis. Eine Familienbiographie. Propyläen, Berlin 2004, S. 114-218. ISBN 3-549-07190-6
- Siegfried Mielke（編） Mitarbeit von Marion Goers, Stefan Heinz, Matthias Oden, Sebastian Bödecker（共著）: Einzigartig - Dozenten, Studierende und Repräsentanten der Deutschen Hochschule für Politik (1920-1933) im Widerstand gegen den Nationalsozialismus, Berlin 2008, ISBN 978-3-86732-032-0, S. 314-319.